# Live in the LBC & Diamonds in the Rough
Live in the LBC & Diamonds in the Rough is een album van de Amerikaanse hardrock- en heavymetalband Avenged Sevenfold. Het verscheen op 16 september 2008.
Het album bestaat uit een live-dvd en een volledig nieuwe cd waar negen nieuwe liedjes van de band op staan, waaronder twee covers. Ook staan er twee nieuwe versies op van eerder verschenen nummers.

## Nummers
Live in the LBC (dvd)
1. "Intro" - 0:56
2. "Critical Acclaim" - 6:06
3. "Second Heartbeat" (verkorte versie) - 5:07
4. "Afterlife" - 7:33
5. "Beast and the Harlot" - 6:00
6. "Scream" - 6:24
7. "Seize the Day" - 7:55
8. "Walk" (cover van Pantera) - 2:12
9. "Bat Country" - 6:01
10. "Almost Easy" - 5:38
11. "Gunslinger" - 4:30
12. "Unholy Confessions" - 7:25
13. "A Little Piece of Heaven" - 10:56

Diamonds in the Rough (cd)
1. "Demons" - 6:11
2. "Girl I Know" - 4:23
3. "Crossroads" - 4:30
4. "Flash of the Blade" (cover van Iron Maiden) - 4:01
5. "Until the End" - 4:44
6. "Tension" - 4:50
7. "Walk" - 5:21
8. "The Fight" - 4:07
9. "Dancing Dead" - 5:49
10. "Almost Easy" (CLA-mix) - 3:53
11. "Afterlife" (alternatieve versie) - 5:55

## Bezetting
- M. Shadows, zang
- Synyster Gates, sologitaar
- Zacky Vengeance, slaggitaar
- James Sullivan, drums
- Johnny Christ, basgitaar